# Islam Gaber
Islam Gaber (in arabo إسلام جابر‎?; 1º maggio 1996) è un calciatore egiziano, ala dello Zamalek.

## Carriera

### Club
Ha giocato nella prima divisione egiziana con El Dakhleya e Zamalek, club con cui ha giocato anche 7 partite in CAF Champions League.

### Nazionale
Il 26 marzo 2019 ha esordito in nazionale scendendo in campo nella partita amichevole persa per 1-0 sul campo della Nigeria.

## Statistiche

### Cronologia presenze e reti in nazionale
| Cronologia completa delle presenze e delle reti in nazionale ― Egitto | Cronologia completa delle presenze e delle reti in nazionale ― Egitto | Cronologia completa delle presenze e delle reti in nazionale ― Egitto | Cronologia completa delle presenze e delle reti in nazionale ― Egitto | Cronologia completa delle presenze e delle reti in nazionale ― Egitto | Cronologia completa delle presenze e delle reti in nazionale ― Egitto | Cronologia completa delle presenze e delle reti in nazionale ― Egitto | Cronologia completa delle presenze e delle reti in nazionale ― Egitto |
| Data                                                                  | Città                                                                 | In casa                                                               | Risultato                                                             | Ospiti                                                                | Competizione                                                          | Reti                                                                  | Note                                                                  |
| --------------------------------------------------------------------- | --------------------------------------------------------------------- | --------------------------------------------------------------------- | --------------------------------------------------------------------- | --------------------------------------------------------------------- | --------------------------------------------------------------------- | --------------------------------------------------------------------- | --------------------------------------------------------------------- |
| 26-3-2019                                                             | Abuja                                                                 | Nigeria                                                               | 1 – 0                                                                 | Egitto                                                                | Amichevole                                                            | -                                                                     |                                                                       |
| Totale                                                                |                                                                       | Presenze                                                              | 1                                                                     |                                                                       | Reti                                                                  | 0                                                                     |                                                                       |

## Palmarès

### Club

#### Competizioni nazionali
- Coppa d'Egitto: 1

Zamalek: 2018-2019
- Supercoppa d'Egitto: 1

Zamalek: 2019
- Campionato egiziano: 1

Zamalek: 2020-2021

#### Competizioni internazionali
- Supercoppa CAF: 1

Zamalek: 2020